# Xã Sugar Bush, Quận Beltrami, Minnesota
Xã Sugar Bush (tiếng Anh: Sugar Bush Township) là một xã thuộc quận Beltrami, tiểu bang Minnesota, Hoa Kỳ. Năm 2010, dân số của xã này là 247 người.